# Юдало (озеро)
Юдало — озеро на территории Ребольского сельского поселения Муезерского района Республики Карелия.

## Общие сведения
Площадь озера — 6,6 км², площадь водосборного бассейна — 148 км². Располагается на высоте 192,2 метров над уровнем моря.
Форма озера лопастная, продолговатая: вытянуто с северо-запада на юго-восток. Берега изрезанные, каменисто-песчаные, местами заболоченные.
Через озеро протекает река Юдало, вытекающая из озера Малое Юдало и впадающая в озеро Большое Ровкульское, откуда через реки Сулу и Лендерку воды в итоге попадают в Балтийское море.
В озере не менее десятка безымянных островов различной площади, однако их количество может варьироваться в зависимости от уровня воды.
Неподалёку от озера проходит лесовозная дорога.
Код объекта в государственном водном реестре — 01050000111102000010557.